# Gaston Litaize
Gaston Litaize (Ménil-sur-Belvitte, 11 agosto 1909 – Fays, 5 agosto 1991) è stato un organista e compositore francese.

## Biografia
Formatosi all'Istituto Nazionale dei Giovani Ciechi di Parigi, essendo lui stesso cieco dalla nascita, ha studiato anche con Marcel Dupré, A. Marty, G. Caussade, M. Emmanuel e H. Busser. Affermatosi sin dai primi anni vincendo il "Premio Rossini" nel 1936 e l'ambito 2° "Prix de Rome" nel 1938. Ha poi svolto attività concertistica in Europa e in America, non disdegnando posti stabili sia come insegnante nell'Istituto dei Ciechi, sia come organista nelle chiese parigine di St. Cloud e di St.Francois-Xavier. Si è distinto anche nella direzione di parecchi programmi radiofonici di musica religiosa.

## Musica
La sua produzione comprese soprattutto musica per organo, fra le quali citiamo:
- 1954 Missa solemnior
- 1958 Missa Virgo Gloriosa
- 1966 Missa solennelle en francois

Inoltre ha composto musica da camera, cantate, leggende, brani sinfonici, liriche.